# Marius Cihărean
Marius Cihărean (Pecica, 17 de noviembre de 1975) es un deportista rumano que compitió en halterofilia. Ganó una medalla de bronce en el Campeonato Europeo de Halterofilia de 1996, en la categoría de 59 kg.

## Palmarés internacional
| Campeonato Europeo | Campeonato Europeo  | Campeonato Europeo | Campeonato Europeo |
| Año                | Lugar               | Medalla            | Categoría          |
| ------------------ | ------------------- | ------------------ | ------------------ |
| 1996               | Stavanger (Polonia) | Medalla de bronce  | 59 kg              |